# Miłość Elwiry Madigan
Miłość Elwiry Madigan (szw. Elvira Madigan) – szwedzki melodramat z 1967 roku w reżyserii Bo Widerberga. Film ten był nowszą wersją szwedzkiego filmu z 1943 roku w reżyserii Åke Ohberga.
Polska premiera odbyła się w lutym 1970 roku w podwójnym pokazie z dokumentem O tym jak dziadek od Jasinków skarbów zbójnickich w górach Tatrach szukał produkcji WFD z 1969 roku.

## Fabuła
Film oparty jest na tragicznych wydarzeniach z życia duńskiej tancerki na linie Hedvig Jensen, o scenicznym nazwisku Elvira Madigan (1867–1889). Jest to opowieść o miłości między Elvirą a szwedzkim porucznikiem Sixtenem Sparre (1854–1889).

## Obsada
- Pia Degermark jako Hedvig Jensen / Elvira Madigan
- Yvonne Ingdal jako Hedvig Jensen / Elvira Madigan (głos, kwestie szwedzkie)
- Thommy Berggren jako porucznik hr. Sixten Sparre
- Lennart Malmer jako Kristoffer
- Cleo Jensen jako Cleo
- Nina Widerberg jako córka Cleo

## Ścieżka dźwiękowa
W filmie wykorzystano Andante (II część) z Koncertu fortepianowego C-dur nr 21 W.A. Mozarta, który, z tego powodu, jest często określany jako Koncert Elvira Madigan. Użyto też Czterech pór roku Vivaldiego.

## Nagrody i wyróżnienia
Źródło:
Złoty Glob
- W 1968 nominacja w kategorii Najlepszy film zagraniczny.
- W 1968 nominacja w kategorii Najbardziej obiecująca nowa aktorka (Pia Degermark).

BAFTA
- W 1969 nominacja w kategorii Najlepsze zdjęcia (Jörgen Persson).
- W 1969 nominacja w kategorii Najbardziej obiecujący pierwszoplanowy debiut aktorski (Pia Degermark).

Cannes
- W 1967 wygrana w kategorii Najlepsza aktorka (Pia Degermark).
- W 1967 nominacja w kategorii Udział w konkursie głównym (Bo Widerberg).